# Tiziana Valpiana
Tiziana Valpiana (Brescia, 21 novembre 1951) è una politica italiana.

## Biografia
Diplomata alla scuola universitaria per assistenti sociali, lavora appunto come operatrice nel settore. Nata a Brescia, si è trasferita poi in Veneto. È residente a Verona
Iscritta a Rifondazione Comunista fin dalla nascita di tale partito, con cui è stata eletta Deputata per la prima volta nella XII Legislatura, compresa tra il 1994 ed il 1996. In questo periodo, nel 1995, fu nel gruppo di deputati comunisti che votò a favore del Governo Dini, ma poi quando essi promossero la scissione dei Comunisti Unitari, lei decise di rimanere nel PRC.
Ha confermato il suo seggio, nella quota proporzionale della circoscrizione Veneto 1, anche nella XIII Legislatura nella quale il suo partito dava l'appoggio esterno al Governo Prodi I. In occasione della crisi di governo dell'autunno 1998, che portò alla caduta di Prodi ed alla scissione tra Rifondazione e Comunisti Italiani la Valpiana risultò decisiva, infatti era considerata una delle deputate più vicine ad Armando Cossutta e pertanto si riteneva scontato il suo voto di fiducia a favore del Governo Prodi. All'avvicinarsi del voto però decise di rimanere fedele alla linea del segretario Fausto Bertinotti e quindi votò contro il Governo, che cadde poi per un solo voto.
Nel 2001 ha nuovamente confermato il suo seggio alla Camera, nella quota proporzionale della circoscrizione Veneto 1, per la XIV Legislatura.
Nel 2006 è stata eletta al Senato per la XV Legislatura, conclusasi nel 2008.